# Santa Barbara County
Santa Barbara County is een van de 58 county's in de Amerikaanse deelstaat Californië. Het ligt in het zuiden van de staat, aan de Stille Oceaankust. Santa Barbara is de hoofdplaats en Santa Maria is de grootste stad. Volgens de volkstelling van 2010 wonen er 423.895 mensen in Santa Barbara County.

## Geschiedenis
De streek die nu Santa Barbara County heet, werd ten minste 13.000 jaar geleden gekoloniseerd door indianenvolkeren. De Chumash leefden voor duizenden jaren als jager-verzamelaars in een complexe samenleving langs de kust en in de valleien van Santa Barbara County. Het eerste contact met Europeanen was er in 1542, toen drie Spaanse schepen onder leiding van Juan Rodríguez Cabrillo de streek verkenden. De Spanjaarden gaven het stuk oceaan tussen de Californische kust en de noordelijke Kanaaleilanden de naam Canal de Santa Bárbara, omdat zij er op 4 december - de feestdag van Barbara van Nicomedië - binnen voeren.
De kolonisatie van Santa Barbara County door de Spanjaarden begon in het jaar 1769, toen de expeditie van DeAnza de streek verkende en er een reeks missies en presidio's plande. De Santa Barbara-missie werd op 4 december 1786 gesticht. Zowel de stad als de county danken hun naam aan die missie. De inheemse Chumash-indianen leden zwaar onder het contact met de Europese kolonisten. Ze werden door epidemies getroffen en hun populatie daalde drastisch. Ze overleefden de tegenslagen echter; er leven nog steeds duizenden Chumash in en rond Santa Barbara County.
In 1850 was Santa Barbara een van de 26 oorspronkelijke county's van de nieuwe Amerikaanse staat Californië. In 1872 werd Ventura County opgericht uit het oostelijke deel van Santa Barbara.

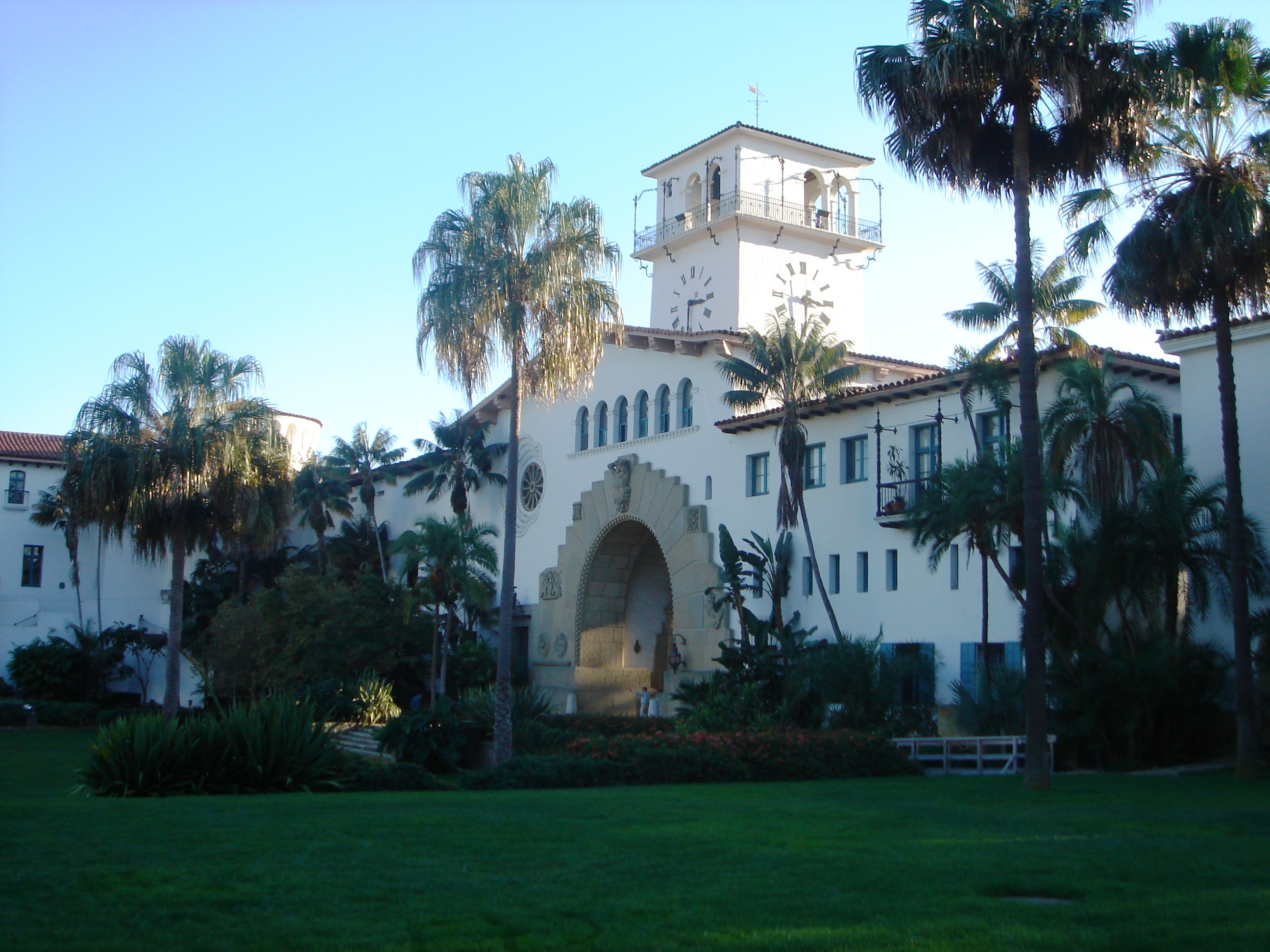
Santa Barbara County Courthouse

## Geografie
Santa Barbara heeft een totale oppervlakte van 9.813,7 km², waarvan 7.088,8 km² land en 2.724,8 km² (bijna 28%) water is. De county heeft een bergachtig binnenland met kustvlaktes in het westen en zuiden. Het is aan die zuidkust, ten zuiden van de Santa Ynez Mountains, dat de meeste mensen wonen. Steden in die streek zijn Santa Barbara, Goleta en Carpinteria. In het noorden grenst Santa Barbara County aan San Luis Obispo, in het oosten aan Ventura County. Er is ook een kleine grens met Kern County in het noordoosten.
Vier van de Californische Kanaaleilanden - San Miguel Island, Santa Cruz Island, Santa Rosa Island en Santa Barbara Island - behoren ook tot Santa Barbara County.

### Steden en dorpen
| - Ballard - Buellton - Carpinteria - Casmalia - Cuyama - Goleta - Guadalupe - Hope Ranch - Isla Vista - Lompoc - Los Alamos - Los Olivos - Mission Canyon | - Mission Hills - Montecito - New Cuyama - Orcutt - Santa Barbara - Santa Maria - Santa Ynez - Solvang - Summerland - Toro Canyon - Vandenberg Air Force Base - Vandenberg Village |

## Demografie
De volkstelling van 2010 wees uit dat dat er in Santa Barbara County 423.895 mensen woonden. De etnische samenstelling was als volgt: 69,6% blank, 4,9% Aziatisch, 2,0% Afro-Amerikaans, 1,3% indiaans en 0,2% afkomstig van de eilanden in de Stille Oceaan. Daarnaast was 17,4% van een ander ras en 4,6% van twee of meer rassen. 42,9% van de gehele populatie van Santa Barbara County identificeerde zichzelf als Hispanic of Latino. De grootste groep daarvan zijn Mexicaanse Amerikanen.